# Káposztás-patak
A Káposztás-patak egy rövid, nyugatról kelet felé lefolyó természetes vízfolyás Pest vármegyében, Solymár területén. Öt kisebb-nagyobb vízfolyás egyesüléséből jön létre, ezek a Zsíros-hegy–Kerek-hegy tömbjétől északi és keleti irányban lefolyó vizeket gyűjtik össze. A Káposztás-patak a solymári vár közvetlen közelében torkollik a Paprikás-patakba, amely alig egy kilométerrel arrébb északkeleti irányban az Aranyhegyi-patakba folyik bele. Belterületi szakaszain néhány helyen kiépített mederben folyik, de a legtöbb szakaszán többé-kevésbé megőrizte természetközeli állapotát.
A Káposztás-patakot alkotó kisebb patakok többsége önálló, közismert névvel nem rendelkezik, helyi – sváb eredetű, illetve több esetben magyarra is lefordított – elnevezéseik is lassanként feledésbe merülnek. A vízgyűjtő terület északnyugati részének vízmennyiségét a PEMŰ telephelye mentén, attól délre húzódó Legelővölgy névtelen vízfolyása gyűjti össze; a Zsíros-hegy tömbjének nyugati feléről lefolyó vizek az ún. Törökkút-árkon és a Hutweide településrész talajában búvópatakként eltűnve majd újból megjelenve érkeznek meg a Legelővölgy torkolatához; míg a Zsíros-hegy keletebbi részének vízmennyisége részben a Disznó-fertő nevű völgység horhosain és az ún. Semmel György árkán, részben pedig a Nagykovácsi-árkon és a Fünfklafter-árkon jut el ugyanoda.
E három vízfolyás a PEMŰ alatt egyesülve, nyugat-keleti irányban folyik tovább a település főútjának számító Mátyás király utcáig – e szakasz régi sváb neve Leinwandbleicher-árok, arra utalva, hogy egykor itt teregették ki fehéríteni a helyi asszonyok a lenvásznaikat –, majd ez a patak itt, a polgármesteri hivataltól pár lépésnyire egyesül a Kerek-hegy tömbjéről és a Kakukk-hegyről észak, illetve északkelet felé lefolyó vizeket egyesítő Újvilág-árokkal. Ez utóbbi vízmennyisége is két ágból tevődik össze: az egyik, nyugatabbi ág (a főág) a római eredetűnek tartott Törökkút-forrás vizét, illetve a község belterületén összegyűlő vízmennyiség nagyját gyűjti össze (ez az ág viseli végig az Újvilág-árok nevet, amely a párhuzamos utcák egyikének 1931 előtti nevéből ered), a másik, keletebbi ág régi neve Perágovics-árok, amely a főúttal nagyjából párhuzamosan folyik, és egy egykor a patak partján élt család nevét őrzi.

## Nevének eredete
A Káposztás-patak neve minden valószínűség szerint azzal függ össze, hogy a szomszédságában voltak régen a település káposztatermesztő területei; a pataktól északra elterülő beépítetlen dűlőt jelenleg is Krautgartennek (Káposztáskert) nevezik.